# Okulokutaner Albinismus Typ 2

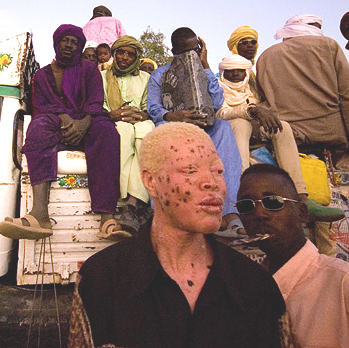
Bei manchen Formen von OCA2 treten dunkle Naevi auf, wie dieser Mann aus Niger sie hat

Der Okulokutane Albinismus Typ 2 (OCA2) ist eine Form des Albinismus, die auch als Albinismus totalis 2 bezeichnet wird. Sie entsteht durch Mutationen im P-Gen, welches nach dem homologen pink-eye-dilution-Gen der Maus benannt wurde.

## OCA-2 in der westlichen "weißen Mehrheitsgesellschaft"
In der Regel werden hauptsächlich Betroffene aus Völkern einer dunkelhäutigen Mehrheitsgesellschaft als "Typ 2 Albinos" identifiziert und diagnostiziert, anders als Betroffene aus Völkern der Nordhalbkugel, in welcher OCA2-Varianten das Aussehen der Mehrheitsgesellschaft seit Jahrtausenden bestimmen und daher keine Besonderheit mehr darstellen.

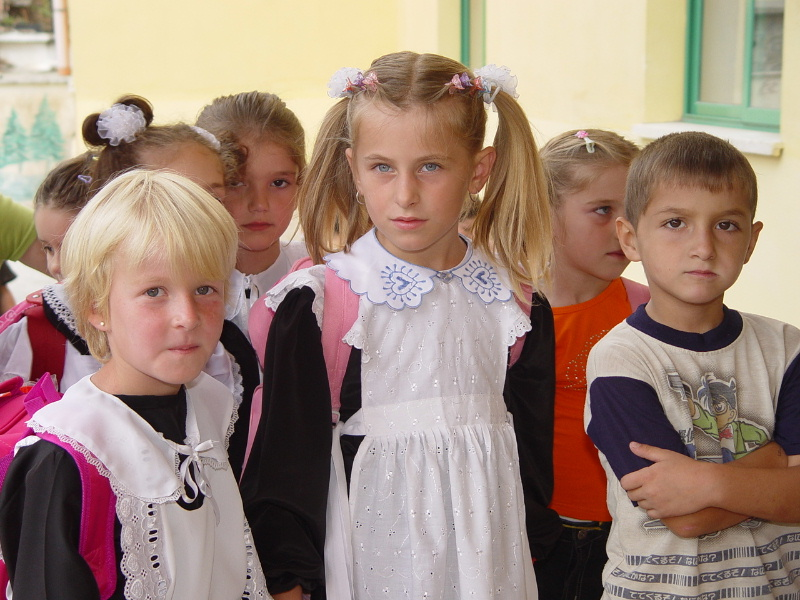
Kinder einer albanischen Schulklasse in Korça, die in der OCA-2 Mehrheitsgesellschaft nicht (mehr) auffallen.

## Erscheinungsbild

### Varianten des Okulokutanen Albinismus Typ 2
Das Erscheinungsbild von Menschen mit OCA2 kann je nach Mutation erheblich variieren. Es gibt Mutationen, die rezessiv gegenüber dem Wildtyp sind, aber auch Mutationen mit intermediärer Vererbung. Die Phäomelanosomen sind von Mutationen im P-Gen weniger betroffen, als die Eumelanosomen, deshalb haben Menschen mit OCA2 helle Haare im Blond- und Rotspektrum, die im Verlauf ihres Lebens nachdunkeln. Die Diagnose ist in Ländern mit einer schwarzen Mehrheitsbevölkerung naturgemäß einfacher, als in einer, in der OCA2-Varianten das Erscheinungsbild der Bevölkerung prägen. Dann können nur noch schwere Ausprägungen der typischen Augenprobleme zur Diagnose führen (obgleich durchaus diskutabel ist, inwieweit die OCA2 noch eine Diagnose sein kann, wenn die gesamte Mehrheitsbevölkerung von OCA2-Varianten betroffen ist). Ein weiterer Phänotyp von OCA2 ist auch unter dem Namen brauner OCA (BOCA) bekannt. Dieser wurde bisher nur bei Afrikanern und Afroamerikanern beschrieben. Die Betroffenen haben braune Haare, braune oder blau-grüne Iriden und eine hellbraune Haut, die leicht bräunt. Eine Sehbehinderung, Augenzittern und Strabismus werden ebenfalls gefunden.

### Beitrag zum Spektrum europider Haar- und Augenfarben

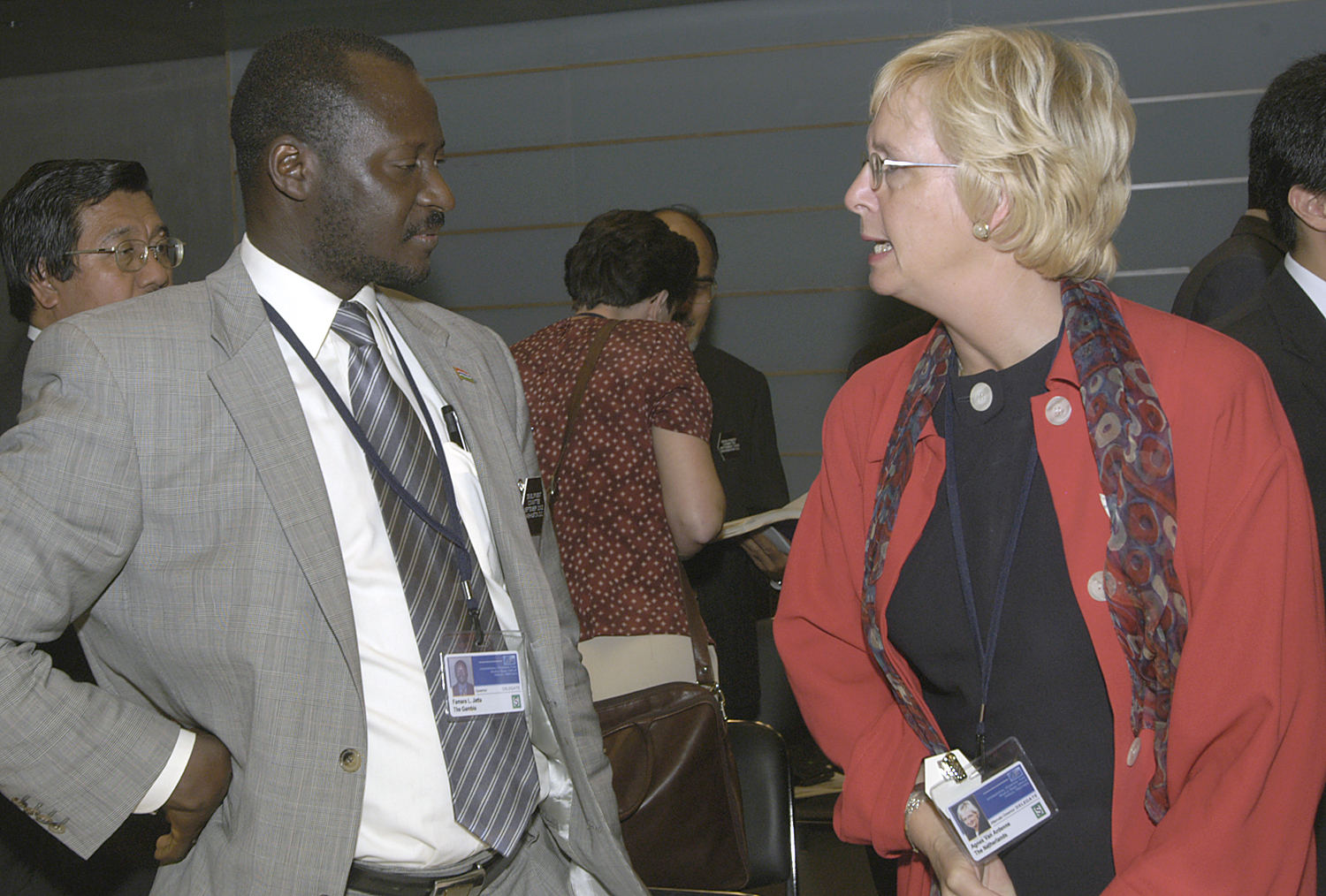
Afrikaner und Europäerin – Blonde Haare, helle Haut und blaue Augen gehen bei der Frau auf Varianten des OCA2-Gens zurück.

Bei einer Untersuchung an Amerikanern nordeuropäischer Herkunft wurde festgestellt, dass OCA2 für 74 % der Varianz der Augenfarben verantwortlich war. Eine Mutation im Intron 1 des OCA2-Gens führt zu blauer Augenfarbe. Bei Rothaarigen führt das Gen zu einer deutlichen Verringerung der Zahl der Naevi. Außerdem erklären zwei Variationen des Gens 85 % der Variation der Haarfarbe. Für die helle Hautfarbe von Asiaten sind dagegen Mutationen des OCA4-Gens verantwortlich.

## Genetik und Physiologie von OCA2
Das P-Gen befindet sich auf dem langen Arm von Chromosom 15 (15q11-13) und kodiert ein Membranprotein des Endoplasmatischen Reticulums.
Das P-Protein, das für den Okulokutanen Albinismus Typ 2 (OCA2) verantwortlich ist, hat 12 Transmembrandomänen und ist im Endoplasmatischen Reticulum angesiedelt. Bei OCA2 bleibt ein erheblicher Teil der Tyrosinase im endoplasmatischen Retikulum, wo sie synthetisiert wird, daneben wird Tyrosinase aus der Zelle ausgeschieden oder abgebaut, statt in die Melanosomen transportiert zu werden.

## Syndrome
Zwei Syndrome sind oft mit OCA 2 verbunden: das Prader-Willi-Syndrom (PWS)  und das Angelman-Syndrom. Beide beruhen auf Mutation auf dem langen Arm von Chromosom 15, wo auch das P-Gen liegt, das für OCA 2 verantwortlich ist.

## Häufigkeit
Mit 50 % Anteil an OCA ist der OCA2 die häufigste Albinismusform weltweit.
OCA2 ist die häufigste Albinismusform unter Schwarzafrikanern. Von 36.000 Bürgern der USA hat im Schnitt einer OCA2, bei afrikanischstämmigen Amerikanern ist einer von 10.000 betroffen, in Südafrika ist es einer von 3900 Schwarzafrikanern, bei den Igbo von Nigeria sind es einer von 1000.
Ebenfalls sehr hoch ist die Prävalenz bei einigen nordamerikanischen Ureinwohnern. Bei den Navajo hat 1: 1500 bis 1:2000 Menschen OCA 2, bei Hopi-Indianern 1:277.
In Japan ist OCA 2 seltener als OCA 1.

## OCA2 bei Tieren: die Rosa-Augen Serie (pink eye P)

### Bei Säugetieren

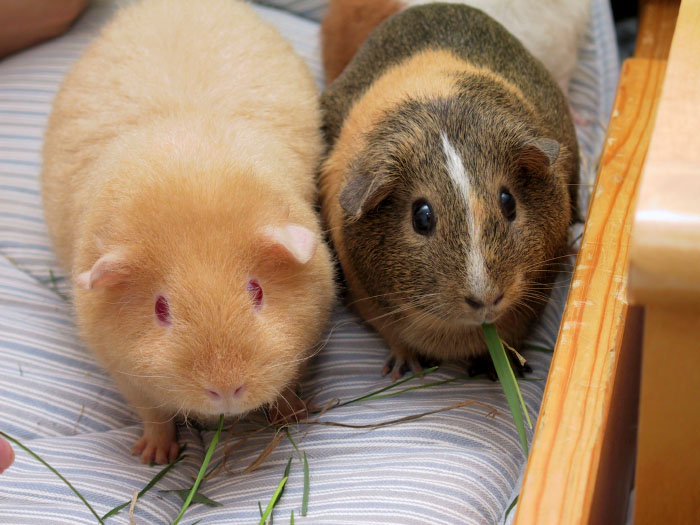
Links: Rosa-Augen-Mutation beim Meerschweinchen

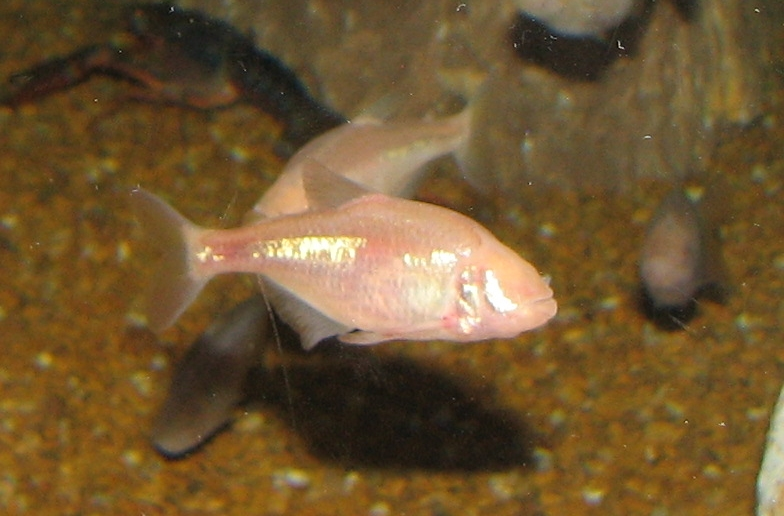
Astyanax jordani

Dem Oculocutanen Albinismus 2  (OCA2) beim Menschen entsprechen die Mutationen der Rosa-Augen-Serie bei Säugetieren. Mehrere Mutationen dieses Locus führen zu Phänotypen, bei denen das Fell nur aufgehellt ist, während die Augen kein oder fast kein Melanin enthalten und deshalb rot oder rosa erscheinen. Außerdem gibt es Varianten, die Spermienanomalien hervorrufen, aber auch Mutanten mit aufgehelltem Fell und normalfarbenen Flecken. Die Variante pm bildet ein Mosaik zwischen Wildtyp und Aufhellung, ist also gefleckt.
Die Farbaufhellung entsteht dadurch, dass weniger Melanosomen für Eumelanin (Eumelanosomen) gebildet werden, die oft kleiner sind und miteinander verklumpen. In den Melanosomen sind die Farbstoffe nicht so dicht zusammengelagert, so dass die Melanosomen auch nicht ganz so dunkel sind. Von den Melanosomen, die Phäomelanin bilden, gibt es zwar weniger, sie sind aber sonst normal.

#### Hausschwein
In der Schweinerasse Hampshire ist eine Mutation bekannt, die zu roten Augen und einer Aufhellung der schwarzen Farbe zu grau führte, von der vermutet wurde, dass es dem P-Locus des Schweins zuzuordnen ist.

#### Maus
Das Allel ps (p-sterile) des P-Locus der Maus führt homozygot zu geringer Körpergröße, Nervosität, Zahnfehlstellungen, frühzeitiger Altersschwäche und Sterilität der männlichen Tiere. Die Sterilität wird aber hauptsächlich durch abnorme Spermien hervorgerufen, geht teilweise aber auch mit schlechter Libido einher. Auch beim Hamster gibt es eine Variante mit Farbaufhellung und Infertilität. Das Allel p (pink-eye dilution) der Maus beeinflusst ebenfalls das Wachstum.

### Bei Fischen
Der Albinismus des Blinden Höhlensalmlers (Astyanax jordani) ist auf verschiedene Mutationen zurückzuführen, die zu OCA2 führen.